# 983年
| 千纪： | 1千纪 |
| 世纪： | 9世纪 \| 10世纪 \| 11世纪                                                                                                  |
| 年代： | 950年代 \| 960年代 \| 970年代 \| 980年代 \| 990年代 \| 1000年代 \| 1010年代                                                |
| 年份： | 978年 \| 979年 \| 980年 \| 981年 \| 982年 \| 983年 \| 984年 \| 985年 \| 986年 \| 987年 \| 988年                            |
| 纪年： | 癸未年（羊年）；于阗中興六年；契丹亨五年，统和元年；北宋太平兴国八年；大理明政十五年；越南天福四年；日本天元六年，永觀元年 |

## 大事记
- 中国
  - 辽国改国号为契丹。
  - 越南前黎朝遣使與宋朝修復關係。
- 德国
  - 12月25日——奥托三世在亚琛加冕为德意志国王。
- 其他
  - 約翰十四世當选教宗。

## 逝世
- 12月7日——奥托二世，神圣罗马帝国皇帝（出生955年，28岁）